# Hymedesmia brachyrhabda
Hymedesmia brachyrhabda är en svampdjursart som beskrevs av Claude Lévi 1983. Hymedesmia brachyrhabda ingår i släktet Hymedesmia och familjen Hymedesmiidae.
Artens utbredningsområde är havet kring Nya Kaledonien. Inga underarter finns listade i Catalogue of Life.